# Pleuston

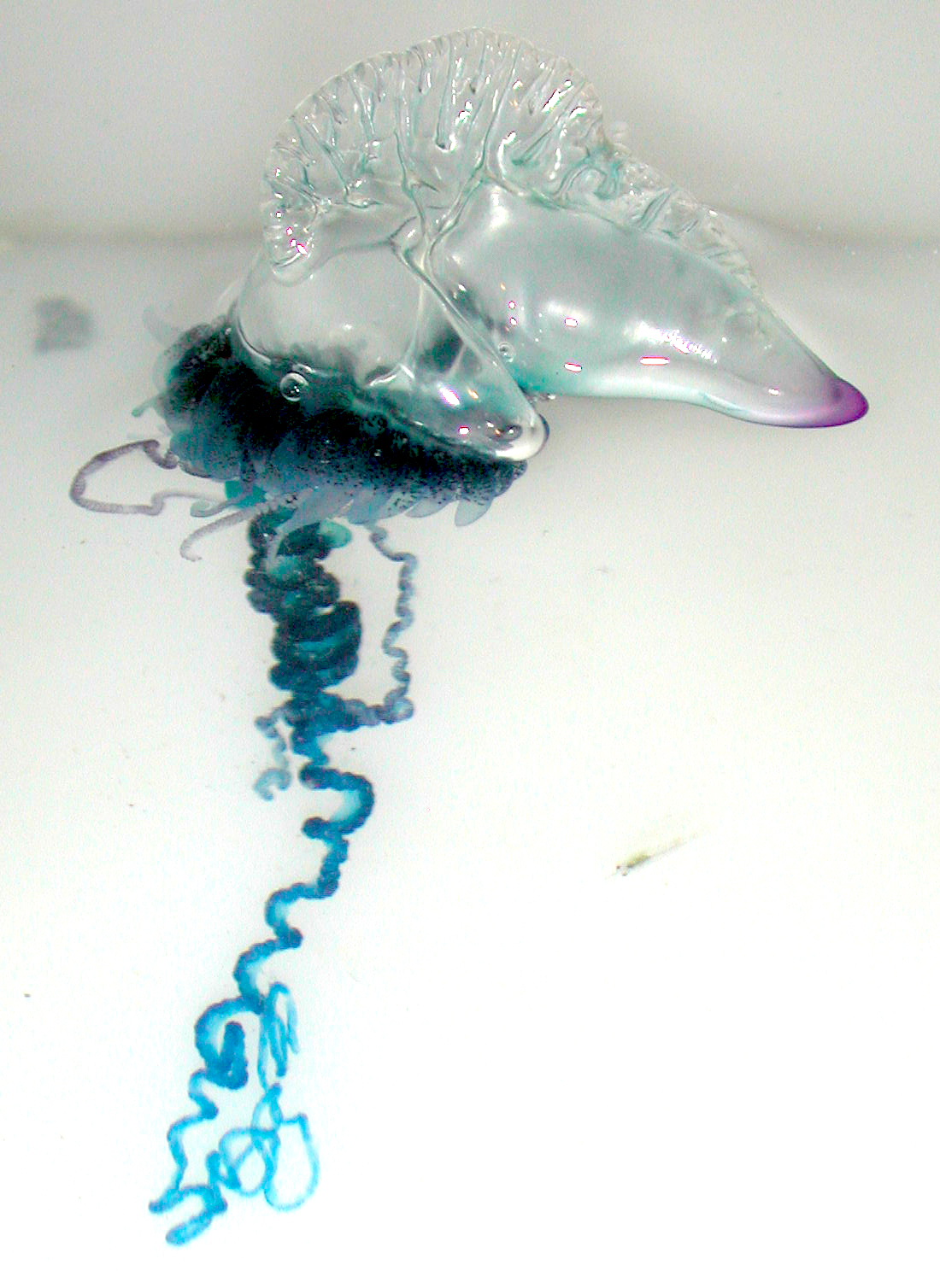
Ejemplar de carabela portuguesa o "botellita azul".

Se denomina pleuston al grupo de plantas y animales, tales como gastrópodos (o bacterias) cuyo hábitat es la superficie misma de las aguas tanto en medios marinos como continentales (lagos, lagunas, estanques, arroyos).
La palabra pleuston fue utilizada por primera vez por Carl Schroeter en 1896. El pleuston lo forman organismos vivos macroscópicos y microscópicos.

## Ejemplos
Algunos ejemplos de plantas del tipo pleuston son algunas cianobacterias, los helechos Azolla y Salvinia y las plantas de semilla lentejas de agua, Wolffia, Pistia, camalote e Hydrocharis. 
Entre los animales se encuentra por ejemplo los insectos del orden Hemiptera y de la familia Gerridae que poseen la característica de poder caminar y posarse sobre la superficie del agua sin hundirse. Ello es posible gracias a una cera repelente al agua que previene que se rompa la tensión superficial de la superficie. Otro ejemplo es la carabela portuguesa, que es un sifonóforo, el cual posee un vejiga de aire (denominada neumatoforo o vela) la que le permite flotar en la superficie del océano.

## Bibliografía

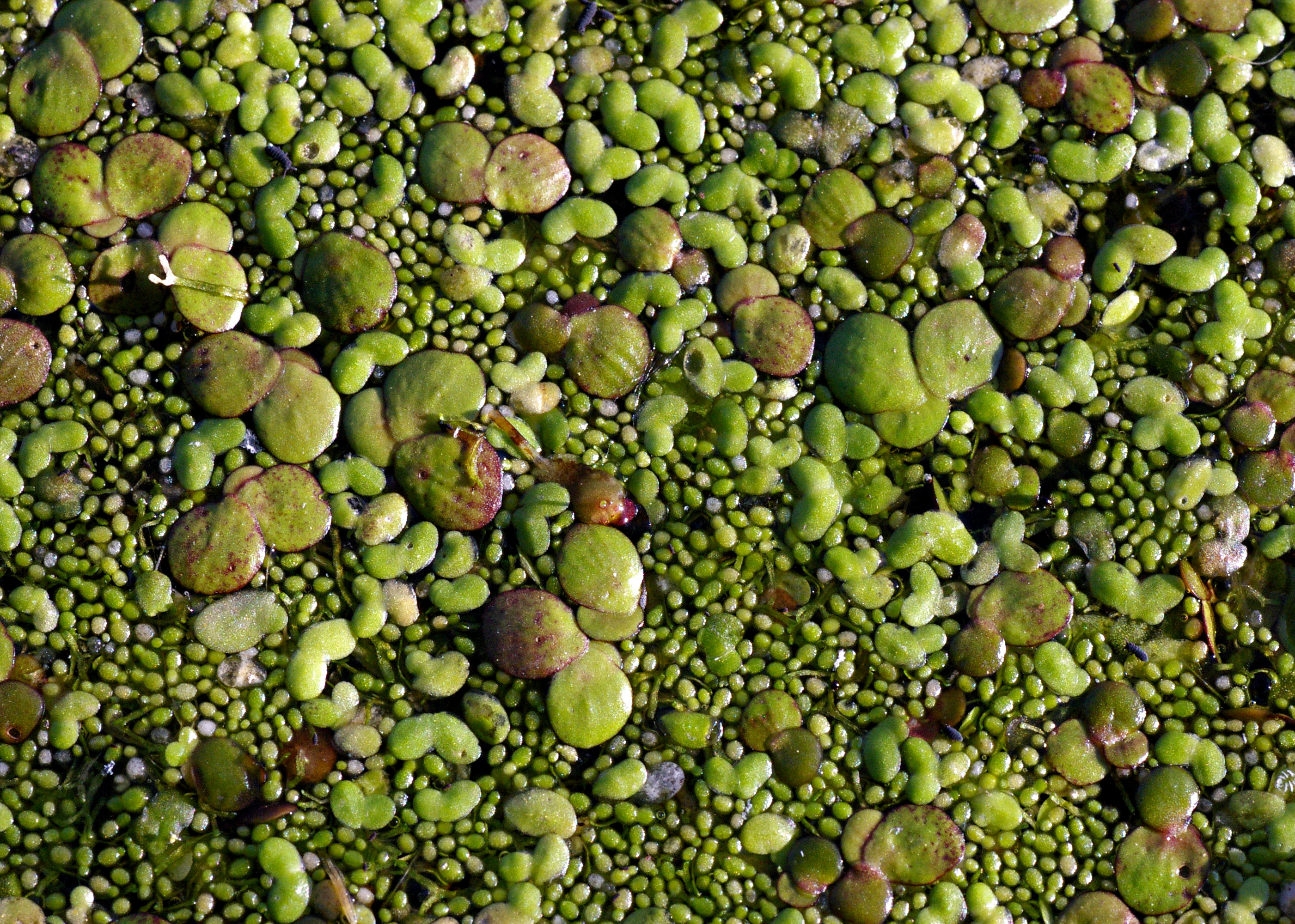
Lentejas de agua en un estanque. De mayor a menor: Spirodela polyrhiza, lenteja menor y Wolffia arrhiza.